# Gare de Vichte
La gare de Vichte (en néerlandais : station Vichte) est une halte ferroviaire belge de la ligne 89, de Courtrai à Denderleeuw située à Vichte sur la commune d'Anzegem, dans la province de Flandre Occidentale en Région flamande.
C'est un point d'arrêt non gardé (PANG) de la Société nationale des chemins de fer belges (SNCB) desservi, uniquement en semaine, par des trains Omnibus (L) et d'Heure de pointe (P).

## Situation ferroviaire
Établie à 22 m d'altitude, la gare de Vichte est située au point kilométrique (PK) 45,9 de la ligne 89 de Denderleeuw à Y Zandberg (Courtrai), entre la gare ouverte d'Anzegem et la bifurcation de Zandberg. Le point d'arrêt de Sterhoek et la gare de Deerlijk (tous deux fermés) s'intercalent de part et d'autre.

## Histoire
La Société des chemins de fer de l'Ouest de la Belgique réalise la ligne de chemin de fer Denderleeuw à Courtrai pour le compte de la Société générale d'exploitation de chemins de fer. La section d'Audenarde à Courtrai, comprenant la gare de Vichte, est livrée à l'exploitation le 14 décembre 1868. Le rachat de la ligne et de la majorité du réseau de la SGE entraîne est effectif le 1er janvier 1871.
Le bâtiment de la gare fait l'objet d'un agrandissement en 1889, dont la nature exacte n'est pas connue. Cette construction identique à celle des gares de Burst, Haaltert et Boucle-Saint-Denis mais aussi Oostrozebeke est alors un édifice symétrique auquel des fenêtres ont été ajoutées au demi-étage supérieur des ailes latérales. À Vichte, l'aile de droite sera plus tard exhaussée.
Encore utilisé en 1988, le bâtiment a été démoli et les infrastructures du point d'arrêt sont renouvelées en 2001.

## Service des voyageurs

### Accueil
Halte SNCB, c'est un point d'arrêt non géré (PANG) à accès libre. L'achat des tickets s'effectue un automate de vente. Un parking pour les voitures et un vaste abri pour les vélos se trouve à proximité. La traversée des voies s'effectue par le passage à niveau.

### Desserte
Vichte est desservie par des trains Omnibus (L) et d'Heure de pointe (P) de la SNCB circulant sur la ligne commerciale 89 : Denderleeuw - Courtrai (voir brochure SNCB).
En semaine la desserte régulière est constituée de trains L reliant Courtrai à Zottegem, via Audernade. Plusieurs trains supplémentaires (P) s'ajoutent en heure de pointe : le matin, trois trains de Courtrai à Zottegem et deux de Zottegem à Courtrai ; l’après-midi), un train de Courtrai à Zottegem (aller-retour) et un reliant Poperinge à Zottegem.
Les week-ends et les jours fériés, aucun train ne s’arrête à Vichte.

## Comptage voyageurs
Ce graphique et tableau montre le nombre de voyageurs embarquant en moyenne durant la semaine, le samedi et le dimanche.
| Nombre de passagers qui embarquent à la gare de Vichte | Nombre de passagers qui embarquent à la gare de Vichte | Nombre de passagers qui embarquent à la gare de Vichte | Nombre de passagers qui embarquent à la gare de Vichte |
|                                                        | Semaine                                                | Samedi                                                 | Dimanche                                               |
| ------------------------------------------------------ | ------------------------------------------------------ | ------------------------------------------------------ | ------------------------------------------------------ |
| 1977                                                   | 110                                                    | 4                                                      | 7                                                      |
| 1978                                                   | 114                                                    | 13                                                     | 11                                                     |
| 1979                                                   | 114                                                    | 6                                                      | 10                                                     |
| 1980                                                   | 181                                                    | 13                                                     | 5                                                      |
| 1981                                                   | 152                                                    | 6                                                      | 6                                                      |
| 1982                                                   | 144                                                    | 5                                                      | 15                                                     |
| 1983                                                   | 162                                                    | 20                                                     | 17                                                     |
| 1984                                                   | 141                                                    | -                                                      | -                                                      |
| 1985                                                   | 265                                                    | -                                                      | -                                                      |
| 1986                                                   | 133                                                    | -                                                      | -                                                      |
| 1987                                                   | 122                                                    | -                                                      | -                                                      |
| 1988                                                   | 139                                                    | 9                                                      | 2                                                      |
| 1989                                                   | 163                                                    | 13                                                     | 16                                                     |
| 1990                                                   | 176                                                    | 20                                                     | 10                                                     |
| 1991                                                   | 190                                                    | 18                                                     | 12                                                     |
| 1992                                                   | 173                                                    | 26                                                     | 11                                                     |
| 1993                                                   | 176                                                    | -                                                      | -                                                      |
| 1994                                                   | 208                                                    | -                                                      | -                                                      |
| 1995                                                   | 162                                                    | -                                                      | -                                                      |
| 1996                                                   | 169                                                    | -                                                      | -                                                      |
| 1997                                                   | 177                                                    | -                                                      | -                                                      |
| 1998                                                   | 205                                                    | -                                                      | -                                                      |
| 1999                                                   | 210                                                    | -                                                      | -                                                      |
| 2000                                                   | 191                                                    | -                                                      | -                                                      |
| 2001                                                   | 206                                                    | -                                                      | -                                                      |
| 2002                                                   | 207                                                    | -                                                      | -                                                      |
| 2003                                                   | 227                                                    | -                                                      | -                                                      |
| 2004                                                   | 199                                                    | -                                                      | -                                                      |
| 2005                                                   | 220                                                    | -                                                      | -                                                      |
| 2006                                                   | 227                                                    | -                                                      | -                                                      |
| 2007                                                   | 232                                                    | -                                                      | -                                                      |
| 2008                                                   | -                                                      | -                                                      | -                                                      |
| 2009                                                   | 248                                                    | -                                                      | -                                                      |
| 2010                                                   | -                                                      | -                                                      | -                                                      |
| 2011                                                   | -                                                      | -                                                      | -                                                      |
| 2012                                                   | 211                                                    | -                                                      | -                                                      |
| 2013                                                   | 230                                                    | -                                                      | -                                                      |
| 2014                                                   | 200                                                    | -                                                      | -                                                      |
| 2015                                                   | 210                                                    | -                                                      | -                                                      |
| 2016                                                   | 213                                                    | -                                                      | -                                                      |
| 2017                                                   | 206                                                    | -                                                      | -                                                      |
| 2018                                                   | 217                                                    | -                                                      | -                                                      |
| 2019                                                   | 212                                                    | -                                                      | -                                                      |
| 2020                                                   | 158                                                    | -                                                      | -                                                      |
| 2021                                                   | -                                                      | -                                                      | -                                                      |
| 2022                                                   | 285                                                    | -                                                      | -                                                      |
| 2023                                                   | 229                                                    | -                                                      | -                                                      |
| 2024                                                   | 330                                                    | -                                                      | -                                                      |